# ジョン・S・マケイン (駆逐艦)
|          | |
| 艦歴     | |
| 発注     | |
| 起工     | 1949年10月24日 |
| 進水     | 1952年7月12日 |
| 就役     | 1953年10月12日 |
| 退役     | 1978年4月29日 |
| その後   | 1980年1月にスクラップとして売却 |
| 除籍     | 1978年4月29日 |
| 性能諸元 | |
| 排水量   | 3,675トン |
| 全長     | 493 ft (150 m) |
| 全幅     | 50 ft (15.2 m) |
| 吃水     | 13 ft 10 in (4.2 m) |
| 機関     | フォスター・ホイーラー缶4基 GE式蒸気タービン2基 2軸推進、80,000shp |
| 最大速力 | 30+ノット (55+ km/h) |
| 航続距離 | 4,000カイリ（20ノット時） |
| 乗員     | 士官、兵員403名 |
| 兵装     | （竣工時） 54口径127mm単装砲 2基 50口径76mm連装砲 2基 20mm連装機関砲 4基 533mm連装魚雷発射管 2基 Mk.108対潜ロケット発射機 2基 爆雷投下軌条 1条 （改装後） 54口径127mm単装砲 2基 Mk 13単装SAM発射機 1基 Mk 16アスロック8連装発射機 1基 Mk 32 3連装短魚雷発射管 2基 |
| モットー | Crusader for Peace (DL-3) Praestate - "Excel" (DDG-36) |

ジョン・S・マケイン (USS John S. McCain, DD-928/DL-3/DDG-36) は、アメリカ海軍の駆逐艦。ミッチャー級駆逐艦の2番艦。艦名はジョン・S・マケイン提督に因む。

## 艦歴
当初は DD-928 （駆逐艦）として指定されたジョン・S・マケインは1949年10月24日にメイン州バスのバス鉄工所で起工した。1951年に DL-3 （嚮導駆逐艦）に艦種変更され、1952年7月12日にジョン・S・マケイン・ジュニア夫人（マケイン提督の義理の娘）によって命名、進水し、1953年10月12日にボストン海軍工廠で艦長E・R・キング中佐の指揮下就役した。
ジョン・S・マケインの就役初年度は大西洋およびカリブ海での海上公試、整調訓練に費やされた。ジョン・S・マケインは最新の兵装を装備し、船体の設計および構築には最新技術が導入された。1955年6月19日にノーフォークに到着、戦術開発部隊と共に新型装備の試験および戦術開発に従事した。1956年11月5日までノーフォーク沖で活動し、その後ハンプトン・ローズを出航、パナマ運河およびサンディエゴに向かった。1956年12月4日に到着すると、カリフォルニア海域で5ヶ月間の艦隊演習に従事した。
ジョン・S・マケインは1957年4月11日に最初の極東巡航に出航し、オーストラリアを訪問した後中華人民共和国と中華民国の軍事衝突を防ぐため台湾巡航に参加した。任務完了後1957年9月29日にサンディエゴに帰還した。
1958年前半に母港が真珠湾へ変更され、続く8ヶ月間を艦隊演習および対潜水艦戦訓練に費やす。9月初めにジョン・S・マケインは台湾周辺から南シナ海で第7艦隊と共に、中国人民解放軍の金門島および馬祖島への侵攻に対する防御を支援した。その後も同海域に留まり、1959年3月1日に真珠湾に帰還した。
ジョン・S・マケインは1959年秋に3度目の極東展開を行う。9月8日に出航し、緊張高まるラオスの沿岸に向かった。10月はインドのコルカタ沖で活動し、洪水の被災者に対して医薬品や食糧の援助を行った。1960年1月、南シナ海で嵐の中日本の貨物船 Shinwa Maru の乗組員41名を救助した。2月25日に真珠湾に帰還し、オーバーホールと乗員の訓練期間を過ごした。
1961年3月7日、再び第7艦隊配備のため出航する。6ヶ月をラオス、ベトナム沖で過ごし、9月25日に真珠湾に帰還すると、ソ連による大気圏内核実験の再開に伴い、ハワイ海域での活動を再開した。数カ月後にアメリカ合衆国も太平洋における自身の実験を開始し、ジョン・S・マケインも実験に参加するため1962年4月27日にジョンストン島に向けて出航した。続く6ヶ月にわたってジョン・S・マケインはハワイとジョンストン島間で作戦活動に従事し、1962年11月28日に極東に向けて出航した。南シナ海およびトンキン湾での哨戒を行い、ベトコンと対峙する南ベトナム政府を支援した。更に台湾海峡での哨戒を行い、1963年6月16日に真珠湾に帰還した。対潜水艦戦演習の後、1964年3月23日に再び日本およびフィリピン海域での対潜哨戒グループ任務に赴く。この巡航の間に、ジョン・S・マケインはSEATO諸国海軍および第7艦隊と共に演習を行った。8月11日に真珠湾に帰還し、その後1965年の春までハワイ海域で活動する。1965年4月15日に DDG-36 （ミサイル駆逐艦）に艦種変更され、西海岸へ帰還した。8月に再び真珠湾に戻り、6ヶ月の西太平洋配備に就く。秋にジョン・S・マケインは南ベトナム沖に移動し、11月24日にベトコンの拠点に対して砲撃を行った。2日後に香港へ移動し、その年の年末は日本で過ごした。
1966年初めに東洋においてさらなる作戦活動に従事し、その後ジョン・S・マケインは東海岸へ帰還した。
ジョン・S・マケインはフィラデルフィア海軍工廠でミサイル駆逐艦への改修が行われ、1967年3月15日に DDG-36 （ミサイル駆逐艦）に艦種変更された。その後1978年4月29日に退役、同日除籍され、1980年1月にスクラップとして売却された。